# Verbrechen und andere Kleinigkeiten
Verbrechen und andere Kleinigkeiten ist ein US-amerikanischer Film aus dem Jahr 1989. Die von Woody Allen geschriebene und inszenierte Mischung aus Drama und Komödie umfasst zwei separate Handlungsstränge, die am Ende zusammengefügt werden. Die Tragikomödie um einen Arzt, der seine Geliebte umbringen lässt, korrespondiert mit den eher komischen Geschehnissen um einen erfolglosen Dokumentarfilmer, der die Frau, die er liebt, an seinen verhassten, erfolgreicheren Schwager verliert.

## Handlung
Der angesehene und erfolgreiche Augenarzt Judah Rosenthal ist glücklich mit seiner Frau Miriam verheiratet und könnte ein unbeschwertes Leben führen. Doch da ist auch noch seine Geliebte, die psychisch labile und auch jähzornige Ex-Stewardess Dolores. Diese droht ihm mit Suizid, und so hält Judah an dem Verhältnis fest. Er kann sich allerdings nicht dazu entschließen, seine Frau wegen Dolores zu verlassen. Als diese ihm schließlich aber droht, seiner Frau von der Liebesaffäre zu erzählen und noch dazu finanzielle Unregelmäßigkeiten beim Bau eines Klinikums für Augenheilkunde, in die auch Judah verwickelt ist, zu enthüllen, bekommt der Arzt es mit der Angst.
Judah zieht ernsthaft in Erwägung, Dolores aus dem Weg räumen zu lassen und nimmt daher Kontakt zu seinem halbseidenen Bruder Jack auf, der Verbindungen zur Unterwelt hat. Zunächst zögert er noch, weil er Skrupel hat. Aber als Dolores erneut Drohungen gegen ihn ausspricht, erteilt er seinem Bruder den Auftrag. Dieser beauftragt daraufhin einen Profikiller, der die Angelegenheit ohne Schwierigkeiten erledigt. Als Jack dann den Vollzug meldet, beginnt Judah, sein schlechtes Gewissen zu plagen. Er entwickelt starke Schuldgefühle und gerät auch in Konflikt mit seinen verschüttet geglaubten religiösen Ansichten. Einzig und allein das Gespräch mit einem Patienten, dem allmählich erblindenden Rabbiner Ben, hilft ihm in seiner Gewissenskrise ein wenig.
Zur gleichen Zeit arbeitet der erfolglose Dokumentarfilmregisseur Cliff Stern, verkörpert von Woody Allen, an einem Film über den jüdischen Philosophen Louis Levy, doch auf Grund von Geldmangel kommt die Arbeit nur schleppend voran. Seine Frau Wendy legt daraufhin bei ihrem Bruder Lester, einem oberflächlichen und egozentrischen, aber überaus erfolgreichen Produzenten von TV-Seifenopern und Comedy-Shows, ein gutes Wort für ihn ein. Cliff erhält daraufhin von seinem Schwager, obwohl beide sich im Grunde nicht ausstehen können, die Möglichkeit, für eine Sendereihe mit Porträts berühmter Persönlichkeiten einen Film über den Wichtigtuer Lester (gespielt von Alan Alda) zu drehen.
Bei den Arbeiten lernt Cliff Halley kennen, die als Lesters Produktionsleiterin für die Reihe arbeitet. Er verliebt sich in sie, weil sie im Gegensatz zu seiner Frau und Lester intellektuell auf seiner Wellenlänge liegt. Zudem zeigt sie sich interessiert und aufgeschlossen gegenüber seiner Arbeit über Levy und stellt auch eine Veröffentlichung im Rahmen der Sendereihe in Aussicht. Allerdings erwidert sie Cliffs Gefühle nur zögerlich, wird zugleich aber auch heftig von Lester umworben.
Um sich an Lester zu rächen, schneidet Cliff dessen Porträt zu einer bloßstellenden Satire um, indem er Lesters selbstherrliche Reden  historischen Filmaufnahmen von Mussolini unterlegt und dazu außerdem mit der Filmkamera zufällig beobachtete Stelldicheins von Lester mit jungen Schauspielerinnen einfügt. Daraufhin wird er von seinem Schwager gefeuert. Zu allem Überfluss erhält er während eines Nachmittags, den er zusammen mit seiner ihm anvertrauten Nichte verbringt, die Nachricht vom Selbstmord des Philosophen. Cliffs Weltbild gerät ins Wanken, auch weil Levys grundsätzlich positive Lebenseinstellung so wenig mit dessen Entscheidung zum Freitod in Einklang zu bringen ist. Zudem wird Halley für einige Monate nach Europa gehen.
Einige Zeit später trifft Cliff dann auf der Hochzeitsfeier der Tochter von Rabbi Ben, der der Bruder von Lester und Cliffs Frau ist, Halley wieder, die, aus Europa zurückgekehrt, mittlerweile mit Lester zusammen ist. Cliff ist daraufhin äußerst niedergeschlagen und begegnet im Foyer des Hotels Judah Rosenthal, der mit seiner Frau ebenfalls unter den Gästen ist. Gemeinsam sinnieren die beiden nebeneinander sitzend über Moral und Verantwortung. Ohne dass sie etwas voneinander wissen, verbindet beide das Erleben einer tiefgreifenden Erfahrung, die sie an ihrem jeweiligen Weltbild zweifeln ließ.
Judah, der ein pessimistischer Mensch war und dachte, jeder würde für seine Sünden schließlich bestraft, wurde durch die vergangenen Monate, in denen er seine Schuldgefühle auf einer Europa-Reise vergessen konnte, anscheinend eines Besseren belehrt. Cliff aber, der immer davon überzeugt war, die Welt verbessern zu können, muss einsehen, dass Anspruch und Realität meist weit auseinanderklaffen und dass das Oberflächliche, Unverbindliche schließlich zu siegen scheint.

## Auszeichnungen (Auswahl)
- Zur Oscarverleihung war der Film in drei Kategorien nominiert:
  - Beste Regie: Woody Allen
  - Bestes Originaldrehbuch: Woody Allen
  - Bester Nebendarsteller: Martin Landau

- Bei den BAFTA Awards war er in sechs Kategorien nominiert:
  - Bester Film: Robert Greenhut, Woody Allen
  - Beste Regie: Woody Allen
  - Bestes Originaldrehbuch: Woody Allen
  - Bester Nebendarsteller: Alan Alda
  - Beste Nebendarstellerin: Anjelica Huston
  - Bester Schnitt: Susan E. Morse

- Woody Allen gewann den WGA-Award für das beste Originaldrehbuch und Alan Alda den NBR-Award für die beste Nebenrolle; Alda war in der Kategorie Bester Film – Drama zudem für einen Golden Globe nominiert.

Für weitere Auszeichnungen siehe IMDb

## Kritiken
- film-dienst: „Die Synthese von leichter Komödie und ernster Handlung mit einer philosophisch-religiösen Reflexion über die Existenz Gottes, die Frage nach der Schuld, Liebe, Glück und Verantwortung ist überzeugend gelungen. Ein Meisterwerk voller Ironie, Trauer und Bitterkeit.“[4]